# Třída Boa (KAL-35)
Třída Boa (KAL-35) je třída rychlých hlídkových člunů indonéského námořnictva. Jedná se o malé a rychlé čluny s lehkou výzbrojí vhodné pro hlídkování mezi množstvím indonéských ostrovů. Celkem bylo postaveno devět jednotek této třídy. Některé prameny uvádějí třídu Boa jako podtřídu předcházející třídy Kobra (KAL-36).

## Stavba
Celkem bylo postaveno devět jednotek této třídy. Do služby byly přijaty v letech 2004–2005.
Jednotky třídy Boa:
| Jméno             | Loděnice             | Vstup do služby | Status  |
| ----------------- | -------------------- | --------------- | ------- |
| Boa (807)         | Fasharkan, Mentigi   | 6. srpna 2004   | aktivní |
| Welang (808)      | Fasharkan, Mentigi   | 6. srpna 2004   | aktivní |
| Suluh Pari (809)  | Fasharkan, Mentigi   | 20. ledna 2005  | aktivní |
| Katon (810)       | Fasharkan, Mentigi   | 20. ledna 2005  | aktivní |
| Sanca (815)       | Fasharkan, Manokwari | 20. ledna 2005  | aktivní |
| Warakas (816)     | Fasharkan, Jakarta   | 20. ledna 2005  | aktivní |
| Panana (817)      | Fasharkan, Makassar  | 20. ledna 2005  | aktivní |
| Kalakae (818)     | Fasharkan, Makassar  | 20. ledna 2005  | aktivní |
| Tedong Naga (819) | Fasharkan, Jakarta   | 20. ledna 2005  | aktivní |

## Konstrukce
Plavidla jsou vyzbrojena jedním 20mm kanónem a dvěma 12,7mm kulomety. Pohánějí je tři diesely MAN D2842 LE410 o výkonu 3300 hp. Lodní šrouby jsou tři. Nejvyšší rychlost dosahuje 28 uzlů.